# 秋田公立美術大学の人物一覧
秋田公立美術大学の人物一覧（あきたこうりつびじゅつだいがくのじんぶついちらん）は秋田公立美術大学に関係する人物の一覧記事。

## 著名な教職員

### 美術学部
- 大谷有花（美術学科ビジュアルアーツ専攻准教授） - 現代絵画（油画）・現代美術[1]
- 尾澤勇（美術学科美術教育センター教授） - 美術科教育・工作・工芸科教育・金属工芸（鍛金）による作品制作[2]
- 高階秀爾（客員教授） - 美術評論[3]
- 高嶺格（美術学科ビジュアルアーツ専攻教授） - パフォーマンス・インスタレーション[4]
- 藤浩志（美術学科アーツ＆ルーツ専攻教授） - アートプロジェクト・地域計画・空間造形[5]
- 山本太郎（元美術学科アーツ＆ルーツ専攻教授） - 絵画